# آب‌انبار و حسینیه حاج مهدی
آب‌انبار و حسینیه حاج مهدی مربوط به دوره قاجار است و در شهر نراق، خیابان فاضل شمالی واقع شده و این اثر در تاریخ ۱۱ دی ۱۳۸۰ با شمارهٔ ثبت ۴۶۰۶ به‌عنوان یکی از آثار ملی ایران به ثبت رسیده است.